# Осока лисья
Осо́ка ли́сья (лат. Carex vulpina) — многолетнее травянистое растение, вид рода Осока (Carex) семейства Осоковые (Cyperaceae).

## Ботаническое описание

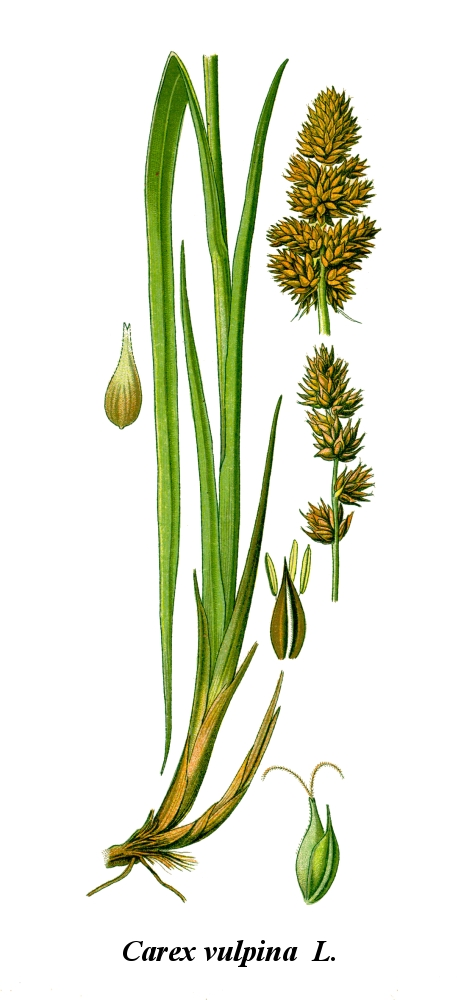

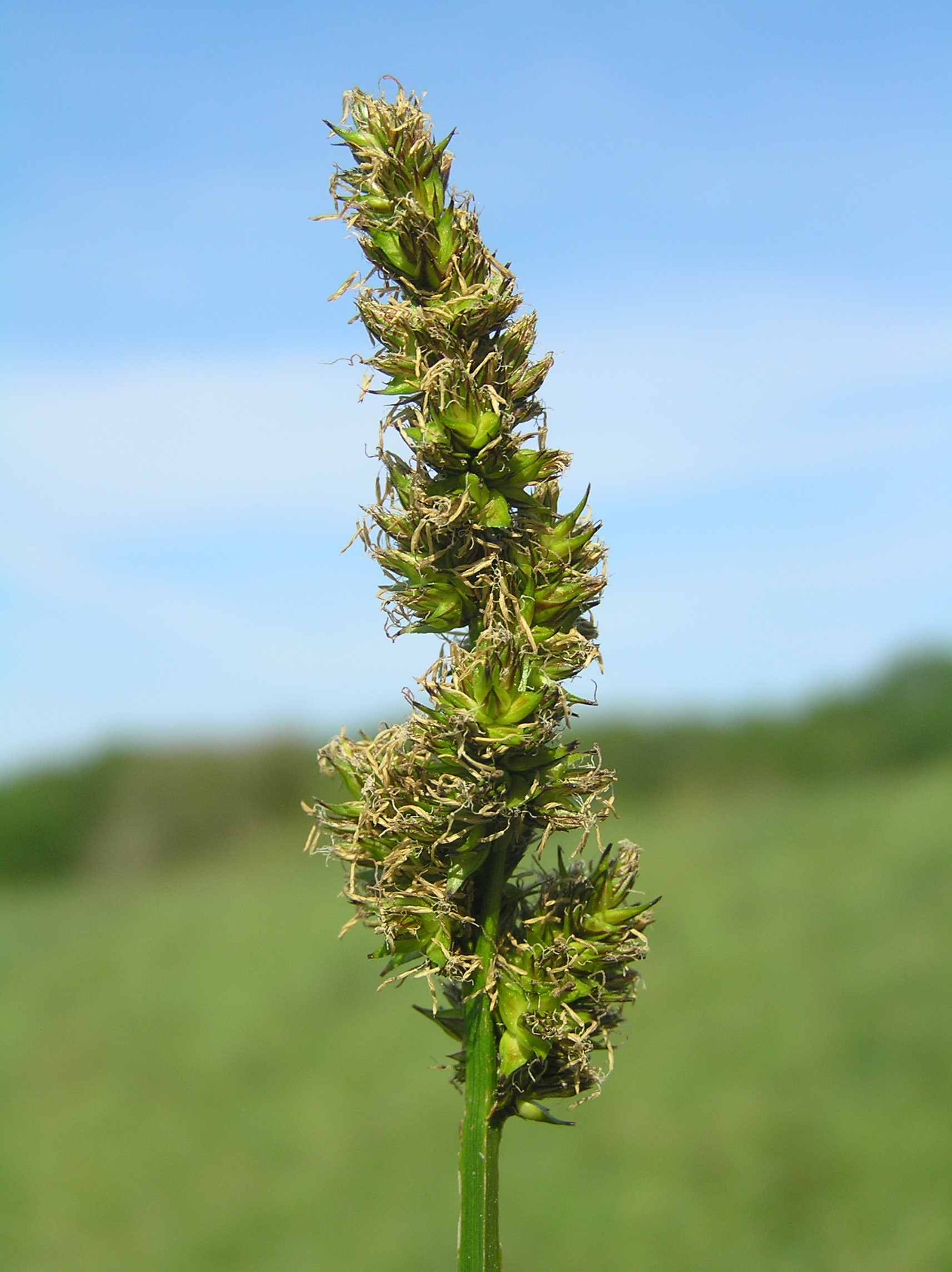
Соцветие, Южная Моравия, Чешская Республика

Зелёное растение с коротким корневищем, образующим дерновины.
Стебли узкокрылатые, шероховатые, утолщённые, высотой 50—100 см, при основании с чёрно-бурыми, волосовидно расщеплёнными остатками листовых влагалищ.
Листья 5—10 мм шириной, короче стебля. Перепончатая сторона листовых влагалищ обычно поперечно-морщинистая или пурпурно-точечная.
Соцветие бурое, густое, колосовидное, книзу возможно лопастное, 3—8 см длиной, из 8—15 многоцветковых, андрогинных (нижних иногда пестичных), яйцевидных, 1,5 см длиной колосков, нижних иногда коротковетвистых. Кроющие чешуи ржавые, с зеленоватым килем, с довольно длинной, 1—1,5 мм, коричневой, слабо шероховатой остью, короче мешочков или равны им. Мешочки яйцевидные, реже продолговато-яйцевидные, (4)4,5—5(6) мм длиной, 2—2,6 мм шириной, плоско-выпуклые, кожистые, матовые, с очень мелкими бугорками, с утолщёнными жилками, зрелые красновато- или ржаво-бурые; носик спереди глубоко, сзади клиновидно расщеплённый. Кроющие листья чешуевидные, нижние иногда с удлинёнными щетиновидными верхушками или узколинейные.
Плод полностью заполняет мешочек. Плодоносит в мае—июне.
Число хромосом 2n=68.
Вид описан из Европы.

## Распространение
Европа; Прибалтика; Европейская часть России: все районы, кроме низовий Волги, в Карело-Мурманском восточный берег Онежского озера, в Двино-Печорском запад и юг, в Нижне-Донском север; Беларусь; Украина: все районы, в Крыму юг; Кавказ: Западное Предкавказье, озеро Большой Киссык, Георгиевск, Боржоми, Грузия (Ахалкалаки), Армения (бассейн Севана — Айриджа), Нахичеванская Республика, полуостров Сара; Западная Сибирь: юг бассейна Оби, верховья Тобола, бассейн Иртыша, Алтай; Восточная Сибирь: бассейн Енисея (юг, очень редко), верхнее течение Лены к югу от 60° северной широты, запад и северо-восток Ангаро-Саянского района; Средняя Азия: Карсакпайский район, озеро Зайсан, Джунгарский Алатау; Центральная Азия: Китай (север Джунгарии).
Растёт на болотистых лугах, травяно-осоковых болотах, по краям канав, реже в кустарниках и сырых лесах.

## Хозяйственное значение
В свежем виде почти не поедается, в сене поедается, если скошено до цветения.